# Aeropuerto de Heho
El Aeropuerto de Heho (en birmano: ဟဲဟိုးလေဆိပ် )es un aeropuerto en Heho, Birmania
(IATA: HEH, OACI: VYHH).  
El aeropuerto original tenía una pista de 5.500 pies. Fue recientemente ampliada para acoger a reactores. Tiene una pista pavimentada: la 18/36 de 8.400x100 pies. 
El aeropuerto sirvió como base aérea tanto para los Aliados como para los Japoneses durante la Segunda Guerra Mundial. La base aérea fue fuertemente bombardeada por los Aliados. Los restos de estos bombardeos son todavía visibles, especialmente desde el aire.

## Aerolíneas y destinos
- Air Bagan (Mandalay, Thandwe, Rangún)
- Air Mandalay (Mandalay, Nyaung-u, Thandwe, Rangún)
- Myanma Airways (Kengtung, Lashio, Mong Hsat, Nyaung-u, Tachilek, Rangún)
- Yangon Airways (Mandalay, Thandwe, Rangún)